# Otto Streicher (Architekt)

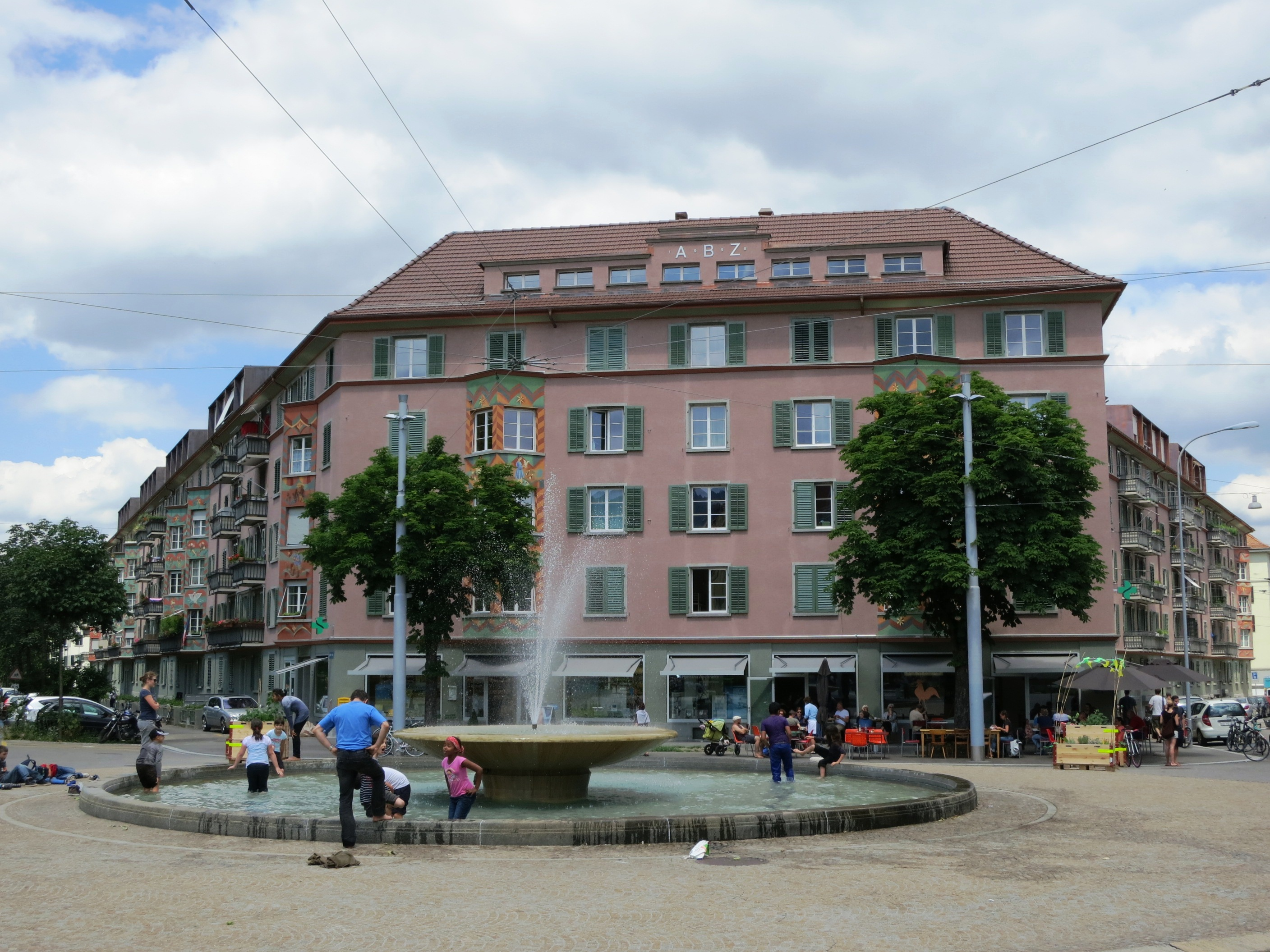
Kolonie Sihlfeldstrasse der ABZ am Bullingerplatz

Otto Engelbert Streicher (* 11. März 1887 in Zürich; † 27. September 1968 ebenda) war ein Schweizer Architekt und Kinoinhaber.

## Leben
Otto Streicher, Sohn von Katerina Streicher-Scheu und Engelbert Streicher, einem Schreiner aus Baden-Württemberg, wuchs als zweiter Sohn von vier Kindern an der Niederdorfstrasse 5 in Zürich auf. 1901 wurde die aus Deutschland zugewanderte Familie eingebürgert. Von 1904 bis 1924 führten die Eltern die Pension «Annaburg» auf dem Uetliberg; dort verbrachte Otto Streicher einen Teil seiner Jugendjahre.
Nach seiner Ausbildung als Bautechniker immatrikulierte Otto Streicher sich an der Hochbauabteilung am Technikum Winterthur und schloss sein Studium 1905 mit dem Diplom als Architekt ab. Daraufhin arbeitete er für das Architekturbüro Pfleghard und Haefeli und wirkte in dieser Zeit unter anderem am Entwurf des Landhauses «Sunneschy» in Stäfa mit.
In den Folgejahren widmete er sich dem genossenschaftlichen Wohnungsbau und wurde Vertrauensarchitekt der «Allgemeinen Baugenossenschaft Zürich» (ABZ). Zwischen 1920 und 1930 baute er 16 Siedlungen mit über 885 Wohnungen. Daneben verfolgte er eine Militärkarriere und wurde 1911 zum Offizier ernannt. Während des Aktivdienstes zur Zeit des Zweiten Weltkrieges war Otto Streicher Regimentskommandant im Rang eines Obersts.
1919 heiratete Otto Streicher Emma Jori und hatte mit ihr drei Kinder. Nach seiner Schaffenszeit für die ABZ widmete er sich privaten Bau- und Investitionsprojekten und engagierte sich neben seiner Tätigkeit als Architekt auch als Inhaber von Liegenschaften sowie Betreiber seiner eigenen Kinotheater. Später gründete er die STEO Stiftung, die einen Beitrag zugunsten junger Kulturschaffender und Wissenschaftler leistete. Otto Streicher verstarb am 27. September 1968 in Zürich.

## Genossenschaftliches Bauen
Ende des 19. Jahrhunderts erlebte Zürich eine Hochkonjunktur, die zu einer spekulativen Überbauung führte und in überteuerten Wohnungen mündete. Infolgedessen lebten grosse Teile der Bevölkerung in Untermiete, oftmals eng beieinander und zudem häufig in prekären hygienischen Verhältnissen. Es entstand eine Bewegung, die nach sozialen und politischen Städtebaureformen verlangte und das Neue Bauen einführte.
Vor diesem Hintergrund wurden im sozialistisch regierten Zürich Genossenschaften gegründet, die der Arbeiterklasse würdige Wohnungen anbieten wollten. 1916 entstand so auch die «Allgemeine Baugenossenschaft Zürich» (ABZ), für die Otto Streicher während zehn Jahren über Direktaufträge als Architekt arbeitete. Er entwarf neue Wohn- und Bauformen und stellte diese den herkömmlichen Baublöcken gegen. In der von der ABZ publizierten Broschüre Unser Kampf gegen die Wohnungsnot schrieb Otto Streicher 1918 den Aufsatz Bestrebungen hinsichtlich der Bautätigkeit und schilderte darin die Grundsätze des genossenschaftlichen Bauens. Viele der Blockrandbebauungen mit Innenhöfen in den Kreisen 3, 4 und 5 gehen auf Otto Streichers Schaffen zurück.

### Baugrundsätze
Als Grundsätze für das genossenschaftliche Bauen bezeichnete Otto Streicher einerseits einfache und zweckmässige Grundrisse und eine einfache und solide Konstruktion, andererseits behagliches Wohnen, losgelöst von Luxus, herkömmliche und beständige Baumaterialien sowie «gut proportionierte» Erscheinungsformen. In seinem Aufsatz Bestrebungen hinsichtlich der Bautätigkeit beschrieb er: «Die äussere Erscheinungsform soll auf das allereinfachste zurückgeführt werden, was jedoch nicht hindert einzelnen Schmuck an die Fassade zu bringen.»
Um möglichst sparsam zu bauen, propagierte er Siedlungen, die aus demselben Haustyp bestehen und deren Schwerpunkt auf öffentlichen Räumen liegt – beispielsweise Innenhöfen mit Spielplätzen. Zudem sollte jede Wohnung Zugang zu einem Garten haben, der sowohl als Zier- wie auch als Nutzgarten dienen konnte. In seinem Aufsatz vertrat Otto Streicher die Ansicht, dass es im Gegensatz zu den Tendenzen der Moderne keine allgemeingültige Wohn- und Bauform gebe, sondern das Bauen vielmehr den Individualismus bewahren müsse. Er beschrieb vier beispielhaften Prototypen genossenschaftlicher Wohnungsbauten: das Reihen-Einfamilienhaus, das Doppel-Einfamilienhaus, das freistehende Einfamilienhaus und das städtische Mietshaus.

## Schlüsselwerke

### 1928/1929: Wohnkolonien Sihlfeld I / II, Aussersihl, Zürich; ABZ
1928 entstand das Schlüsselwerk Otto Streichers. Mit der Wohnsiedlung Sihlfeld schuf er günstigen und menschenwürdigen Wohnraum, der gleichwohl Individualismus wahrte. Die geschlossene fünfgeschossige Hofrandbebauung musste ein in der Mitte liegendes Gebäude berücksichtigen. Der südliche Kopfbau bildete die markante Front zum Bullingerplatz. Die Dominanz der Strassenfront wurde über den symmetrischen Aufbau der Fassade und das Bespielen des Erdgeschosses mit öffentlichen Funktionen betont und nahm direkt Bezug zum repräsentativen Platz. Alle Erker entlang der Strassen wurden mit abstrakten Farbmustern und figürlichen, meist ländlichen Motiven von Wilhelm Hartung bemalt. Die Hauseingänge wurden ebenfalls mit einem Spiel aus Farbflächen akzentuiert. Für die ABZ verkörperte dieser Bau den wahren Ausdruck des genossenschaftlichen Wohnungs- und Städtebaus, er steht heute unter Denkmalschutz, was allerdings gerichtlich diskutiert wird.

### 1929: Sihlporte 3, Kreis 1, Zürich

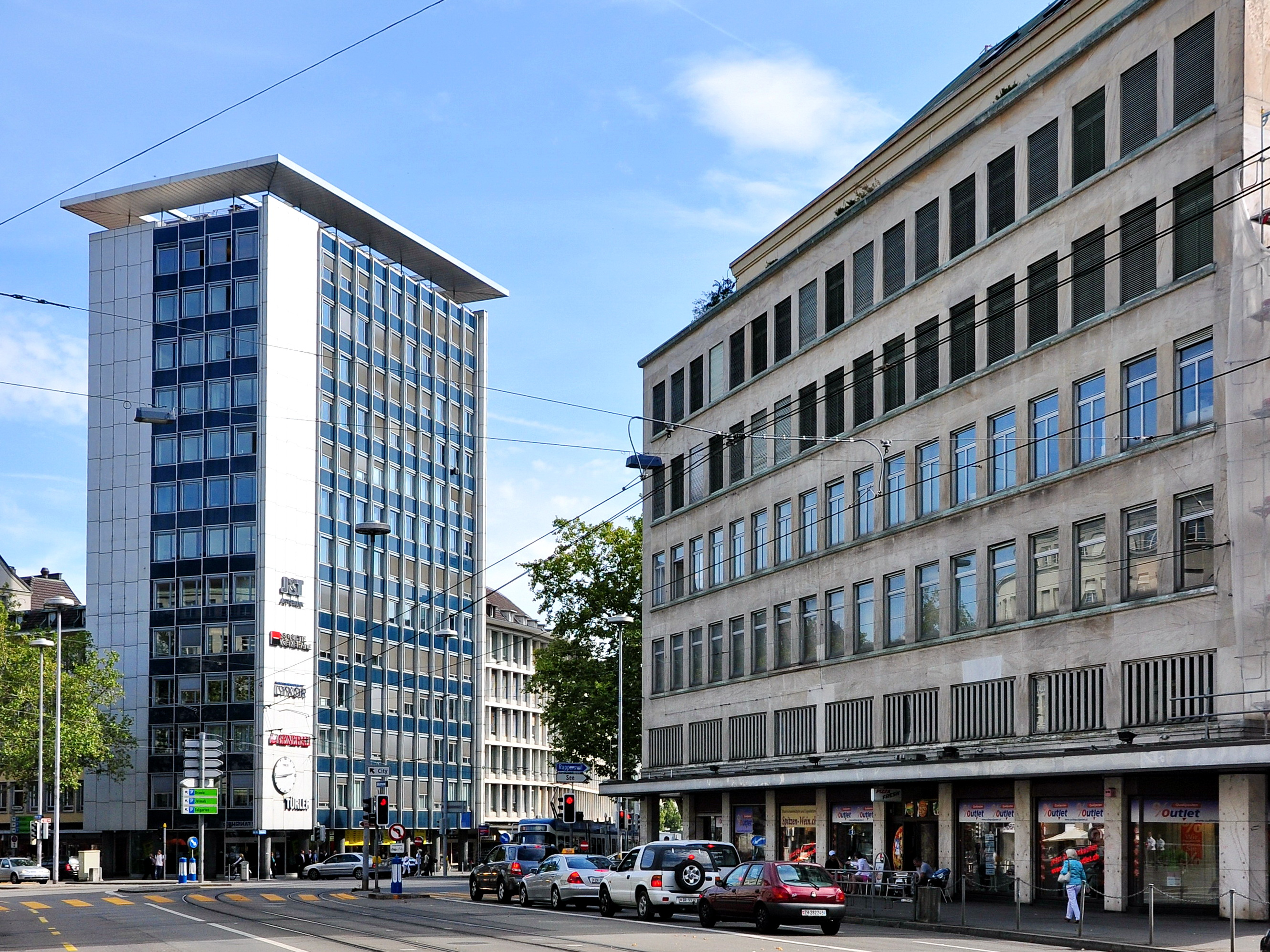
Zürich – Sihlporte, Streichers Bau rechts im Bild

Dies war das erste Geschäftshaus, das Otto Streicher als Architekt und Bauherr realisierte. Anfänglich hatte er einen elfgeschossigen Turm geplant, der die Sihlporte aus der Perspektive der blossen Randbebauung herausgehoben hätte. Die Baubehörde lehnte das Vorhaben jedoch ab. Stattdessen entstand – ganz im Geist der aufkommenden Moderne – ein schlichter Eisenbetonbau mit einer in der Horizontale betonter Fassadengliederung.
Auch durch die vornehme Lage an der «Sihlporte» begründet nahm die Architektur mit ihrer Dolomitmarmorfassade eine bürgerliche Formensprache an. Im fünften Obergeschoss richtete sich Otto Streicher eine Wohnung ein, die er nach einem eineinhalbjährigen Aufenthalt mit seiner Familie in Italien bezog. 2010 wurde das denkmalgeschützte, ehemalige EPA-Warenhaus von Tilla Theus und Partner AG, Zürich, renoviert.

### 1930: Wohnkolonie Kanzleistrasse, Aussersihl, Zürich; ABZ
Mit diesem Blockrandbau schuf Otto Streicher einen Gegenvorschlag zu den bis dahin üblichen Gewerbeinnenhöfen. Die Wohnkolonie bestand aus fünf Zeilenhäusern und zwei begrünten Innenhöfen, die für Spielplätze und idyllische Gärten zur Verfügung stehen. Die Eckhäuser wurden zugunsten einer besseren Durchlüftung der einzelnen Wohnungen weggelassen – städtebauliche Interventionen, die auf die hygienischen Baureformen antworteten und den herkömmlichen spekulativen Baublock hinterfragten. Charakteristisch war zudem die Fassadengestaltung: Ein einfaches Zusammenspiel durchlaufender Gesimse und verschiedenartiger Öffnungen.

### 1935: Ehemaliges «Modelia»-Geschäftshaus und «Kino Rex», Kreis 1, Zürich
Dieser zeitgenössische Bau, fügte sich durch seine Schlichtheit und Strenge in die Architektur der Bahnhofstrasse ein und entsprach zugleich dem schöpferischen Geist der Zeit. Bereits während seiner Entstehung wurde das Stadthaus für die innovative Anwendung von Materialien und neuer Techniken vielfach gelobt. So schrieb beispielsweise die Neue Zürcher Zeitung: D«er Rex-Bau ist das Werk eines grosszügig denkenden, allem Neuen aufgeschlossenen Architekten, der die Stadt um ein Gebäude bereichert hat, das den modernen Ansprüchen gerecht wird. Das Rex-Theater ist zweifellos das schönste und besteingerichtete seiner Art in der Schweiz».
In lediglich fünf Monaten entstand das Geschäftshaus mit dem Kino «Rex». Wie schon bei der «Sihlporte» entschied sich Otto Streicher für eine Dolomitmarmorfassade mit ähnlich schlichter Gliederung: Ein Block, der auf Pilastern steht, mit aufgelöstem Erdgeschossbereich, der von einer grosszügigen Vitrine bespielt wird. Mit einer Rundung zur Beatengasse bog sich das Gebäude ab und umschloss den Block.
Der Haupteingang wurde mit einer Vielfalt von Lichtern inszeniert. Von hier gelangte der Besucher an der Kassenkabine vorbei in ein in Ahornholz gekleidetes Foyer und über eine Marmortreppe zum Theater- und Kinosaal. Das Interieur beschrieb die Neue Zürcher Zeitung so: «Es ist nicht die Atmosphäre des Kinos, sondern die Vornehme des Zuschauerraumes eines Theaters, die das Rex erfüllt. Und dass es nicht lediglich Kino sein will, zeigt auch die mit den modernsten Einrichtungen versehene Bühne. Das Bühnenhaus hat mehr als die doppelte Höhe des Bühnenausschnittes und enthält einen kompletten Schnürboden mit 20 Zügen für Dekorationen und Beleuchtungsapparate, einen eisernen Vorhang, einen Hauptvorhang, einen Schleiervorhang und einen Rundhorizont. Ein neuartiger variabler Bildschirm [...] kann durch Druckknopfbedienung auf jede beliebige Grösse eingestellt werden. Ein besonderer Lift befördert das künstlerische Personal bequem und rasch von den glänzend ausgestatteten Garderoberäumen auf die Bühne. [...] Der grosse Orchesterraum ist automatische versenkbar und lässt sich nach Belieben auf die Höhe des Zuschauerraumes oder der Bühne bringen […].»
Am 6. Oktober 1935 öffnete das Cinema-Varieté-Theater Kino Rex mit einer Gala, an der unter anderem auch das berühmte Wiener Damen-Orchester von Alma Rosé auftrat. Jahrelang führte Otto Streicher das Kino selbst. Am 15. April 1976 schloss es seine Pforten; der gesamte Bau ging an das Modehaus «Modelia» über, dessen Konfektionshaus das Geschäftsgebäude bis 2007 nutzte.

## Investitionen, gemeinnützige und kulturelle Förderungstätigkeiten und Stiftungen
Während der Wirtschaftsdepression und den Krisen- und Kriegsjahren erwarb Otto Streicher mehrere Liegenschaften an der Zürcher Bahnhofstrasse – unter anderem die Kinos Rex, ABC und Scala, die er selbst auch erfolgreich führte. 1947 akquirierte er zudem das Hotel Schweizerhof Zürich am Bahnhofplatz in Zürich. Die eingegangenen Investitionsrisiken sollten sich als wahre Glückstreffer erweisen; die Wertsteigerung seiner Liegenschaften ermöglichte Otto Streicher grosszügige Spendentätigkeiten im Bereich der Kulturförderung.
1964 gründete er die STEO-Stiftung mit einem Startkapital, das 1971 von seiner Witwe Emma Streicher-Jori noch um einen beträchtlichen Betrag erhöht wurde. Der Stiftungszweck besagt: «Die Stiftung dient zur Unterstützung, Förderung und Auszeichnung im Kanton wohnhafter oder heimatberechtigter, strebsamer Talente auf den Gebieten der Literatur, der Kunst und der Wissenschaft, die ohne finanzielle Hilfe ihre Ausbildung nicht vollenden oder ihre Tätigkeit nur unter erschwerten Umständen ausüben können», heisst es in der Stiftungsurkunde vom 21. März 1964. Und weiter: «Es dürfen auch in Not geratene Künstler, Literaten und Wissenschaftler unterstützt werden. Auszeichnungen in Form von finanziellen Zuwendungen dürfen auch an sich nicht in Notlage befindliche Literaten, Künstler und Wissenschaftler gewährt werden.»
Im Sinne ihrer Leitgedanken unterstützt die STEO-Stiftung eine Vielzahl von Personen und verhalf bis zum Jahr 2015 rund 1900 Projekten zur Verwirklichung. Die Unterstützungsbeiträge gingen oft an noch unbekannte, junge, sich in Ausbildung befindende Personen, wie beispielsweise Bice Curiger, Hans Josephsohn, Christoph Marthaler, Fredi M. Murer, Hans Ulrich Obrist oder Irene Schweizer.
1966 gründete Otto Streicher überdies mit dem Altherrenverband des «Turnvereins Technikum Winterthur» die Fidelio-Fonds-Stiftung – mit folgendem Ziel: «Die Stiftung bezweckt: die Gewährung von Unterstützungen an finanziell knapp gehaltene, minderbemittelte oder unverschuldet in Not geratene Studierende der ZHAW».
Nach Otto Streichers Tod stiftete Emma Streicher-Jori 1976 eine grössere Summe ihrer Heimatgemeinde Airolo und ermöglichte den Bau eines öffentlichen Schwimmbads. Darauf folgend wurde das Ehepaar mit der Ehrenbürgerschaft der Gemeinde Airolo ausgezeichnet.

## Werke (Auswahl)
- Teilnahme am Bebauungsplanwettbewerb für Gross-Zürich, Entwurf mit Belohnung, 1915–1918
- Wohnkolonie Birchstrasse, Oerlikon, ABZ, Zürich, 1920, (1972 ersetzt)
- Wohnkolonie Albisrieden, Albisrieden, ABZ, Zürich, 1920, (heute Siemens AG)
- Wohnkolonie Wiedikon, Wiedikon, ABZ, Zürich, 1921, (1975 ersetzt)
- Wohnkolonie Forchstrasse/Russenweg, Riesbach, ABZ, Zürich, 1922
- Wohnkolonie Balberstrasse, Wollishofen, ABZ, Zürich, 1923, (2013–2015 ersetzt)
- Wohnkolonie Schaffhauserstrasse, Unterstrass, ABZ, Zürich, 1923
- Wohnkolonie Leutholdstrasse, Wipkingen, ABZ, Zürich, 1924
- Wohnkolonie Bremgartenstrasse, Sihlfeld, ABZ, Zürich, 1924/25
- Wohnkolonie Adliswil, Adliswil, ABZ, Zürich, 1925
- Wohnkolonie Zweierstrasse, Sihlfeld, ABZ, Zürich, 1926
- Wohnkolonie Hochstrasse, Hottingen, ABZ, Zürich, 1926
- Sihlporte (Früheres EPA-Geschäftshaus), Zürich, 1926
- Sitz der Heilsarmee, Ankerstrasse 31, Zürich, 1927
- Wohnkolonie Ottostrasse, Aussersihl, ABZ, Zürich, 1927
- Wohnkolonie Mühlebachstrasse, Riesbach, ABZ, Zürich, 1928
- Wohnkolonien Sihlfeld I/II, Aussersihl, ABZ, Zürich, 1928/1929
- Wohnkolonie Neugasse, Industrie, ABZ, Zürich, 1929
- Wohnkolonie Kanzleistrasse, Aussersihl, ABZ, Zürich, 1930
- Geschäftshaus und Kino Rex, Bahnhofstrasse 92, Zürich, Otto Streicher, 1935
- (Ehemaliges) Kino ABC, Bahnhofstrasse 20, Zürich, Otto Streicher, 1956/1957
- Wohnungsbau Rüschlikon, ehemaliges Villa Rothaus Areal, Rüschlikon